# Responsa ad quaestiones
Responsa ad quaestiones (fullständig titel: Responsa ad quaestiones de aliquibus sententis ad doctrinam de ecclesia pertinentibus, svensk översättning: ”Svar på frågor om några aspekter på läran om Kyrkan”) är en samling responsa, svar på ett antal frågeställningar, publicerad av Katolska Kyrkans Troskongregation den 29 juni 2007.
Dokumentet, som är undertecknat av troskongregationens prefekt, kardinal William Joseph Levada, och dess sekreterare, ärkebiskop Angelo Amato, har föranletts av en vilja från Vatikanen att klargöra Katolska Kyrkans officiella ställning gentemot andra kyrkor och kyrkosamfund.
Inledningsvis konstaterar man att Andra Vatikankonciliet (1962–1965) aldrig hade som avsikt att förändra läran om Kyrkan. Genom den dogmatiska konstitutionen om Kyrkan, Lumen Gentium (1964), ämnade konciliet utveckla och ytterligare förklara läran om Kyrkan.

## "Subsistit in"
Enligt Lumen Gentium 8:1 förverkligas (latin ’subsistit’) Kristi kyrka endast i den Katolska kyrkan, Kristi Kyrka "subsistit in" (subsisterar) i Katolska Kyrkan.
Den kyrka som Jesus grundade för nära 2000 år sedan (se bland annat Matteusevangeliet 16:18–19) förverkligas i sin fullhet endast i Katolska Kyrkan. Dokumentet fastslår att de samfund som framgick ur 1500-talets reformation, enligt katolsk ecklesiologi, inte kan benämnas ”kyrkor” i egentlig mening. De ortodoxa kyrkorna kan däremot enligt dokumentet benämnas "kyrkor", emedan de har giltiga sakrament och apostolisk succession, även om dessa också saknar fullheten genom att inte stå i kommunion med den Katolska Kyrkan och biskopen i Rom, påven.